# Taubstummengasse (metropolitana di Vienna)
Taubstummengasse è una stazione della linea U1 della metropolitana di Vienna, inaugurata il 25 febbraio 1978. La stazione si trova nel 4º distretto di Vienna, sotto la Favoritenstraße.

## Storia
La realizzazione è iniziata nel 1969 e fu portata a termine in tempi relativamente rapidi grazie alla tecnica di scavo a cielo aperto. Prima dell'apertura al servizio, la tratta tra Karlsplatz e Taubstummengasse venne utilizzata per provare i treni durante la costruzione del resto della linea, sfruttando per questo un binario sotterraneo di raccordo per l'inversione del senso di marcia. Il primo treno della linea fu calato nel pozzo di scavo di Karlsplatz il 18 agosto 1973 e il 22 settembre successivo ebbero inizio le corse di prova fino a Taubstummengasse. Il raccordo di inversione di marcia è rimasto attivo fino all'estate del 2012, quando fu sostituito da un nuovo sistema di scambi che garantisce la continuità del servizio anche in caso di indisponibilità della stazione. 
La stazione è stata anche la prima in cui è stato realizzato un percorso guidato per non vedenti, con l'installazione sul pavimento di sette strisce parallele in vernice marcante nera a una distanza di circa 40cm tra loro. Nel 2004 il sistema è stato rinnovato, con l'impiego di una vernice bianca e aumentando a dieci il numero delle strisce parallele.

## Descrizione
La stazione è disposta su due livelli, con accesso ai binari da un marciapiede a isola centrale. È caratterizzata dal colore rosso che contraddistingue la linea U1.
Nelle vicinanze della stazione si trovano il Theresianum e la sede principale dell'ORF, la televisione pubblica nazionale austriaca.

## Ingressi
- Mayerhofgasse
- Floragasse